# Andrzej Bek
Andrzej Bek (nascido em 26 de junho de 1951) é um ex-ciclista polonês que participava em competições de ciclismo de pista.
Representou as cores da Polônia nos Jogos Olímpicos de Munique 1972. Lá, Bek conquistou a medalha de bronze na prova tandem, formando par com seu compatriota Benedykt Kocot.